# Амбалажа
Да би се производ заштитио тј. сигурно транспортовао, складиштио и доставио до крајњег потрошача он мора да се стави у одређени суд, омот... тј. амбалажу.
Амбалажа штити производ од разних механичко физичких утицаја, хемијских и микробиолошких, климатолошких, разних манипулација... али исто тако амбалажа штити и спољашњу средину односно људе од штетних утицаја производа. То је посебно важно за производе прехрамбене индустрије. Осим тога амбалажа игра и комерцијалну улогу и побољшава продају производа, због чега је дизајн амбалаже једно од њених најважнијих својстава (често и важније од садржине).
Амбалажу можемо поделити на следећи начин према наведеним критеријумима.
1. Према основним функцијама на:

Транспортну амбалажу: која служи за заједничко паковање мањих јединица терета или за појединачно паковање великих терета ради транспорта на место употребе или дистрибуције. Она при транспорту и складиштењу штити производе од оштећења и манипулација.
У односу на производ транспортна амбалажа дели се на:
- Спољну - која треба да пружи потпуну заштиту производа од механичких оштећења, губитака и крађа. У њу спадају разне врсте контејнера, сандука, кутија од картона и сл.
- Унутрашњу - која штити производ од влаге, корозије, и других промена изазваних утицајем спољашње средине. Производи као што су алати, машине... имају и спољну и унутрашњу амбалажу.

Комерцијалну амбалажу: у коју се производ непосредно пакује и продаје потрошачу, па се још назива и малопродајна или потрошачка амбалажа. Ово паковање врши произвођач или трговина. Пошто долази у непосредни контакт са потрошачем она истовремено својом бојом, обликом, величином и креацијом врши пласман производа.
1. Према начину и дужини употребе, односно трајности, постоји:

Неповратна амбалажа - за једнократну употребу
Ова врста амбалаже се употребљава једанпут за одређени артикал, а крајњи потрошач је баца. Да ли ће амбалажа бити неповратна зависи од њених техничких, физичких својстава, трошкова превоза и удаљености купца од произвођача.
Повратна амбалажа - за вишекратну употребу. Ова врста амбалаже не троши се у једном превозу већ се користи дуже време. Она је посебно важна јер се после употребе може поново искористити.
1. Према материјалу од ког је израђена она може бити: папирна, картонска, пластична, метална, стаклена, дрвена, текстилна, стиропорска, од комбинованих материјала. Пластична амбалажа се опет може поделити на ПЕТ амбалажу (полиетилен терефталат), ПП амбалажу (полипропилен), ОПС амбалажу (полистирен) и ПВЦ (поливинил хлорид) амбалажу.

1. Према облику разликујемо: кутије, кесе, тубе, вреће, бачве, судове, листове, фолије и др.

## Симболи
Само неки од Симбола
- Ломљиво
- Држати даље од кише
- Тежиште